# Oligia tusa
Oligia tusa là một loài bướm đêm trong họ Noctuidae.